# Шараєв Леонід Гаврилович
Леоні́д Гаври́лович Шара́єв (12 квітня 1935, село Червоний Маяк Бериславського району Херсонської області — 13 грудня 2021) — комуністичний та радянський діяч, перший секретар Миколаївського обласного комітету КПУ з 1980 по 1990 р.р. Депутат Верховної Ради УРСР 10-го скликання. Член ЦК КПУ в 1981—1990 р. Член Центральної ревізійної комісії КПРС в 1981—1990 р. Депутат Верховної Ради СРСР 10—11-го скликань (у 1980—1989 роках). Народний депутат СРСР у 1989—1991 р.

## Біографія
Народився в родині робітника в селі Червоний Маяк Бериславського району Херсонської області.
Член КПРС з 1957.
У 1958 році закінчив Миколаївський кораблебудівний інститут.
З 1958 року — помічник майстра, майстер цеху, з грудня 1958 року — секретар комітету ЛКСМУ Чорноморського суднобудівного заводу в місті Миколаїв.
З 1960 року — 2-й секретар Миколаївського обласного комітету ЛКСМУ.
У березні 1961 — січні 1963 року — 1-й секретар Миколаївського обласного комітету ЛКСМУ. У січні 1963 — грудні 1964 року — 1-й секретар Миколаївського промислового обласного комітету ЛКСМУ. У грудні 1964 — лютому 1967 року — 1-й секретар Миколаївського обласного комітету ЛКСМУ.
З 1967 по 1968 рік — завідувач відділу Миколаївського обласного комітету КПУ.
З 1968 по 1973 рік — 1-й секретар Миколаївського міського комітету КПУ.
З листопада 1973 по 1975 рік — інспектор ЦК КПУ.
З 19 вересня 1975 по 1978 рік — секретар Ворошиловградського обласного комітету КПУ.
З 1978 по 3 листопада 1980 року — 2-й секретар Ворошиловградського обласного комітету КПУ.
З 16 жовтня 1980 по 25 травня 1990 року — 1-й секретар Миколаївського обласного комітету КПУ.
У 1982 році заочно закінчив Академію суспільних наук при ЦК КПРС.
25 травня 1990 на обласній партійній конференції на цю посаду був обраний Іван Грицай, який на той час займав посаду голови облради. Причин заміни Шараєва офіційно оголошено не було.
З 1990 року — на апаратній роботі в республіканських органах влади в Україні: 1-й заступник керівника секретаріату Верховної Ради України.
Потім — на пенсії в місті Києві. До 2010 року — заступник керівника Миколаївського земляцтва в Києві.

## Нагороди
- орден Леніна
- орден Трудового Червоного Прапора
- два ордени «Знак Пошани»
- орден «За заслуги» ІІ ступеня (2010)
- орден «За заслуги» III ступеня
- медалі